# Pressa
La pressa è una macchina operatrice atta alla compressione di un materiale.

## Tipi e applicazioni
Le presse si differenziano per principio di funzionamento, per costruzione meccanica e per il materiale che lavorano.
A seconda del principio di funzionamento, si distinguono in:
- presse idrauliche: funzionano grazie a cilindri idraulici azionati da un fluido;[1] se è il fluido è olio, come nel caso più comune,[2] si parla più specificatamente di presse oleodinamiche;[1] più raramente il fluido utilizzato è acqua addizionata con piccole percentuali di olio emulsionabile;[2]
- presse meccaniche: funzionano grazie ad appositi sistemi di trasmissione meccanica;[1] alcuni tipi comuni di presse meccaniche sono le presse a vite (dette anche presse a frizione[2] o bilanciere a frizione[2]) e le presse a eccentrico.[1][2]

A seconda della costruzione meccanica, si distinguono in presse verticali (più comuni,), presse inclinate e presse orizzontali. Le strutture possono essere a forma di C (aperte) o a forma di O (chiuse).
Le possibili applicazioni delle presse sono molteplici e includono:
- lavorazione dei metalli attraverso forgiatura, fucinatura, stampaggio, punzonatura, tranciatura, ecc.[1]
- stampaggio delle materie plastiche[1]
- formatura dei prodotti ceramici[1]
- incollaggio di legnami[1]
- impiallacciature[1]
- lavorazione della gomma[1]
- lavorazione dei pellami[1]
- spremitura di semi oleosi.[1]

### Presse per la fucinatura dell'ottone
Sono presse ad azione verticale in cui il pezzo da deformare entra caldo nello stampo (temperature dell'ordine di 700 °C o più), che a causa di tali alte temperature è lubrificato con grafite nebulizzata, che ha la caratteristica di non incendiarsi.
Sono utilizzate ad esempio per la produzione di rubinetterie e raccorderie.

### Presse per la deformazione della lamiera

Pressa per lamiere

Sono presse ad azione verticale che a seconda del metodo con cui viene generata la forza applicata possono essere meccaniche, idrauliche o idroformatrici.
Le presse per la lamiera trovano grande applicazione nell'industria automobilistica ma anche nella produzione di elettrodomestici.

A seconda delle caratteristiche e delle dimensioni del pezzo da produrre variano di conseguenza le dimensioni del piano di lavoro e la forza massima applicabile dalla pressa.
Nel caso siano necessarie più operazioni per completare il prodotto partendo da un foglio di lamiera di forma regolare e piatto, è possibile disporre più presse in linea e tra esse dei manipolatori o dei robot che trasportino il pezzo da un'operazione all'altra.

Se il pezzo è piccolo è possibile effettuare per esso più operazioni con una sola pressa. In questo caso la movimentazione della lamiera tra le varie operazioni è svolta o grazie ad un alimentatore posto all'ingresso della lavorazione che la spinge passo per passo fino all'uscita (stampo progressivo), oppure tramite un transfer, dispositivo costituito da due barre metalliche parallele dotate di organi di presa, che a stampo aperto prendono il pezzo da un'operazione e lo trasportano alla successiva, fino a deporlo alla fine su un nastro di scarico. Ci sono molti casi in cui i pezzi vengono anche spostati a mano dagli operai stessi per lavorarli, sia da pressa a pressa che sulla stessa.

#### Presse oleodinamiche
Le presse idrauliche sono mosse da cilindri ad olio e sono utilizzate per varie applicazioni, inclusa l'imbutitura profonda. Sfruttano la legge di Pascal, ovvero che, applicando a un fluido una pressione su un punto, essa si propaga in tutte le direzioni con la stessa intensità. Per rendere veloci questo tipo di presse, il movimento del pistone principale è effettuato da un pistone secondario di ridotte dimensioni. Durante il movimento cosiddetto di avvicinamento l'olio viene richiamato all´interno della camera principale per semplice caduta attraversando una o più valvole di riempimento. Quando il piano della pressa riduce la propria velocità per l'aumento dello sforzo (o per un comando esterno di rallentamento), le valvole di riempimento si chiudono automaticamente per il peso proprio delle stesse che sono poste sempre verticalmente, e il flusso dell´olio che arriva dalla pompa confluisce a questo punto dal pistone secondario a quello principale. Questo conferisce alla pressa la sua potenza di targa che è data molto semplicemente moltiplicando la superficie utile del pistone principale per la pressione massima che può raggiungere il circuito idraulico della pressa.

#### Presse meccaniche
Si suddividono in presse a piani o con movimento alternativo e presse rotative o a rulli.
Le presse a piani sfruttano l'energia di un volano, posto in rotazione da un motore elettrico, per movimentare la slitta o mazza attraverso una o più bielle.
Stanno conquistando sempre più mercato le cosiddette presse servo, presse meccaniche senza volano in cui uno o più motori brushless sono direttamente o tramite riduttori collegati all'albero di comando e quindi alla cinematica della pressa. L'utilizzo di un tale tipo di pressa consente una maggiore versatilità connessa alla possibilità di variare la corsa della slitta durante la produzione, grazie al fatto che tali motori consentono rapidi cambi di direzione del moto. Le servo presse se corredate di sensore di forza trovano un largo impiego nelle applicazioni di assemblaggio dove è richiesto il monitoraggio del processo 
.
Le presse a rulli sono motorizzate invece direttamente all`asse dei rulli a contrasto mediante motori idraulici o elettrici attraverso opportuni riduttori.

#### Presse idroformatrici
Le presse idroformatrici sfruttano la grande forza dell'acqua ad alta pressione per deformare la lamiera.

### Presse a piani per l'incollaggio
Sono presse composte da due o più piani metallici, sostenuti da un'incastellatura in acciaio. Un piano, normalmente il superiore è fisso e solidale alla struttura di sostegno. I piano inferiore, mosso da cilindri oleodinamici scorre su delle slitte e si accosta al piano superiore pressando il manufatto da incollare.
Vengono utilizzate ampiamente in falegnameria nella lavorazione di pannelli in truciolare e MDF. Servono per incollare l'impiallacciatura in legno pregiato su supporti di minor pregio o per l'assemblaggio di pannelli tamburati.